# Grotta di Santa Croce

La grotta di Santa Croce costituisce una particolare cavità sotterranea di origine carsica, di interesse archeologico, speleologico e turistico. Essa si apre a 113,0 m sopra il livello del mare sul fianco di levante dell'omonima lama situata nell'agro del comune di Bisceglie, in prossimità del primo rilievo meridionale della Murgia.

## Storia

Femore umano attribuibile all'uomo di Neanderthal

L'area esterna ed anche l'interno della grotta furono abitati già nel neolitico antico da gruppi di agricoltori ed allevatori. La presenza di tale insediamento è attestata da una industria litica che comprende circa 5.000 pezzi. 
Inoltre, per la ricostruzione paleoclimatica sono stati determinanti i rinvenimenti faunistici, soprattutto di Uri e Equus caballus, ma anche esemplari di Canis lupus, Equus hydruntinus, Dicerorhinus mercki, Hyaena spelaea, Leo spelaeus, Ursus spelaeus, Cervus elaphus, Vulpes vulpes, Lepus europaeus, Pyrrhocorax graculus, Columba livia, Perdix perdix, Alectoris graeca, Athene noctua, Anser erythropus.
La scoperta della grotta come giacimento paleolitico risale al 1934 ad opera dell'archeologo Francesco Saverio Majellaro, il quale nel 1937 segnalò alla Regia Soprintendenza alle Opere di Antichità e d'Arte della Puglia l'importanza scientifica e storica del sito.
I primi saggi e le prime ricerche di superficie furono condotte, fra il 7 ottobre del 1938 ed il 2 ottobre del 1940, dallo stesso Majellaro con la supervisione dei professori Luigi Cardini e Ciro Drago.
Negli anni successivi, a partire dal 1954 e fino al 1958, si svolsero diverse campagne di scavi finanziate dall'Istituto Italiano di Paleontologia, dall'Ente Provinciale per il Turismo e dal Comune di Bisceglie, sotto la guida del prof. Cardini. Il 25 giugno del 1955 venne ritrovato un femore destro umano neandertaliano che costituisce il primo reperto di un osso lungo di paleantropo in Italia.
Infine, tra il 1970 ed il 1994 sono state condotte alcune ricerche a cura dell'Università di Bari e indagini speleologiche per il rilievo del complesso rupestre.

Alcuni reperti dell'industria litica conservati presso il Museo Civico Archeologico “F. S. Majellaro” di Bisceglie

I saggi e gli scavi che si sono succeduti nel tempo, dentro e fuori la grotta, hanno restituito in chiara stratigrafia manufatti litici musteriani, un femore umano neandertaliano, resti di fauna pleistocenica, frammenti ceramici neolitici e dell'età del bronzo-ferro. Fatta eccezione per il femore destro riferibile all'homo sapiens neanderthalensis, conservato presso l'Istituto italiano di Paleontologia Umana di Roma, la maggior parte dei reperti rinvenuti dentro e fuori la grotta, sono attualmente conservati presso il Museo Civico Archeologico “Francesco Saveri Majellaro” ubicato a Bisceglie in via Frisari nel complesso monastico di Santa Croce.

## Descrizione

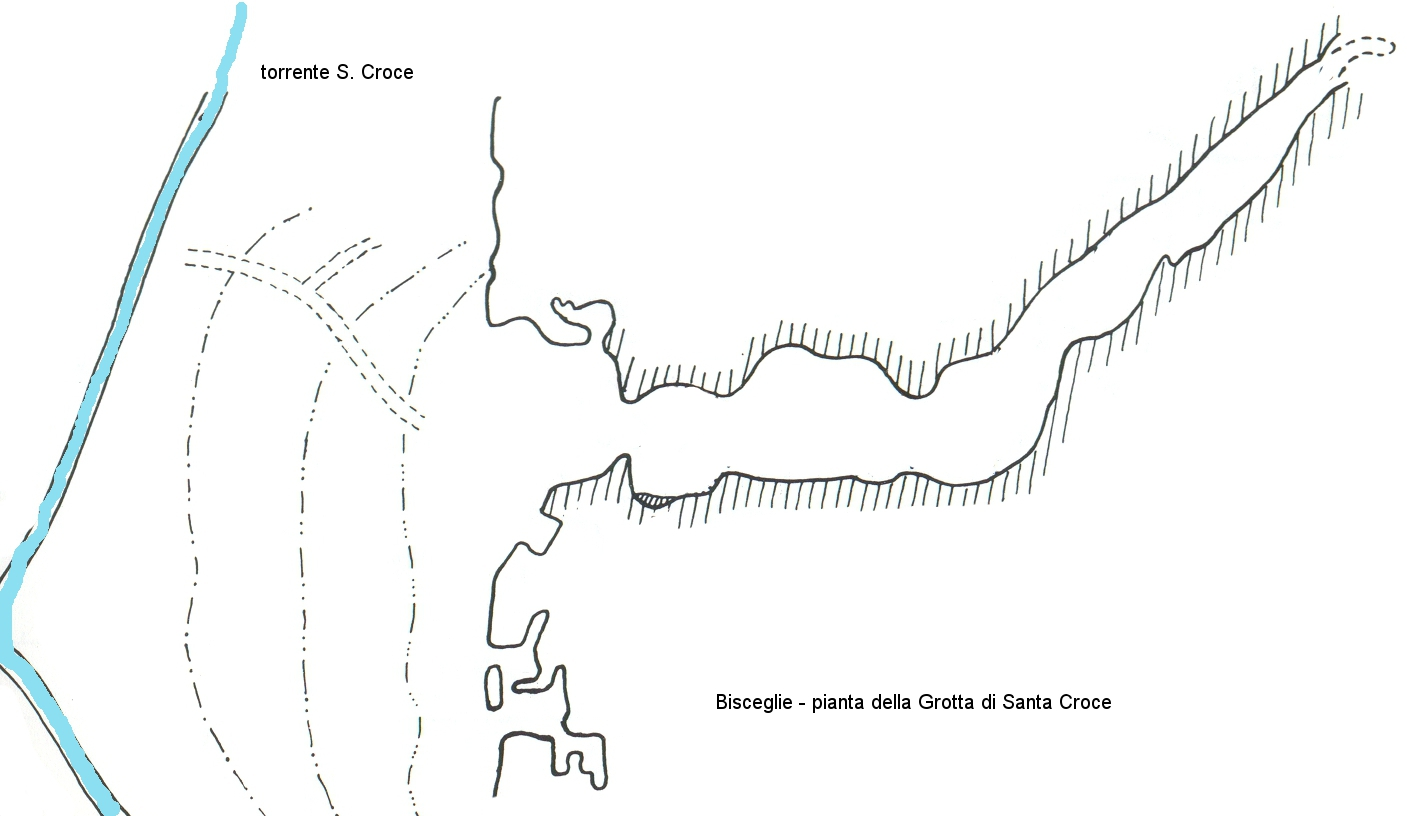
Pianta della Grotta di Santa Croce

La Grotta di Santa Croce si apre a 113 m sul livello del mare, sul fianco destro della omonima Lama ed in prossimità della contrada Matina degli Staffi.

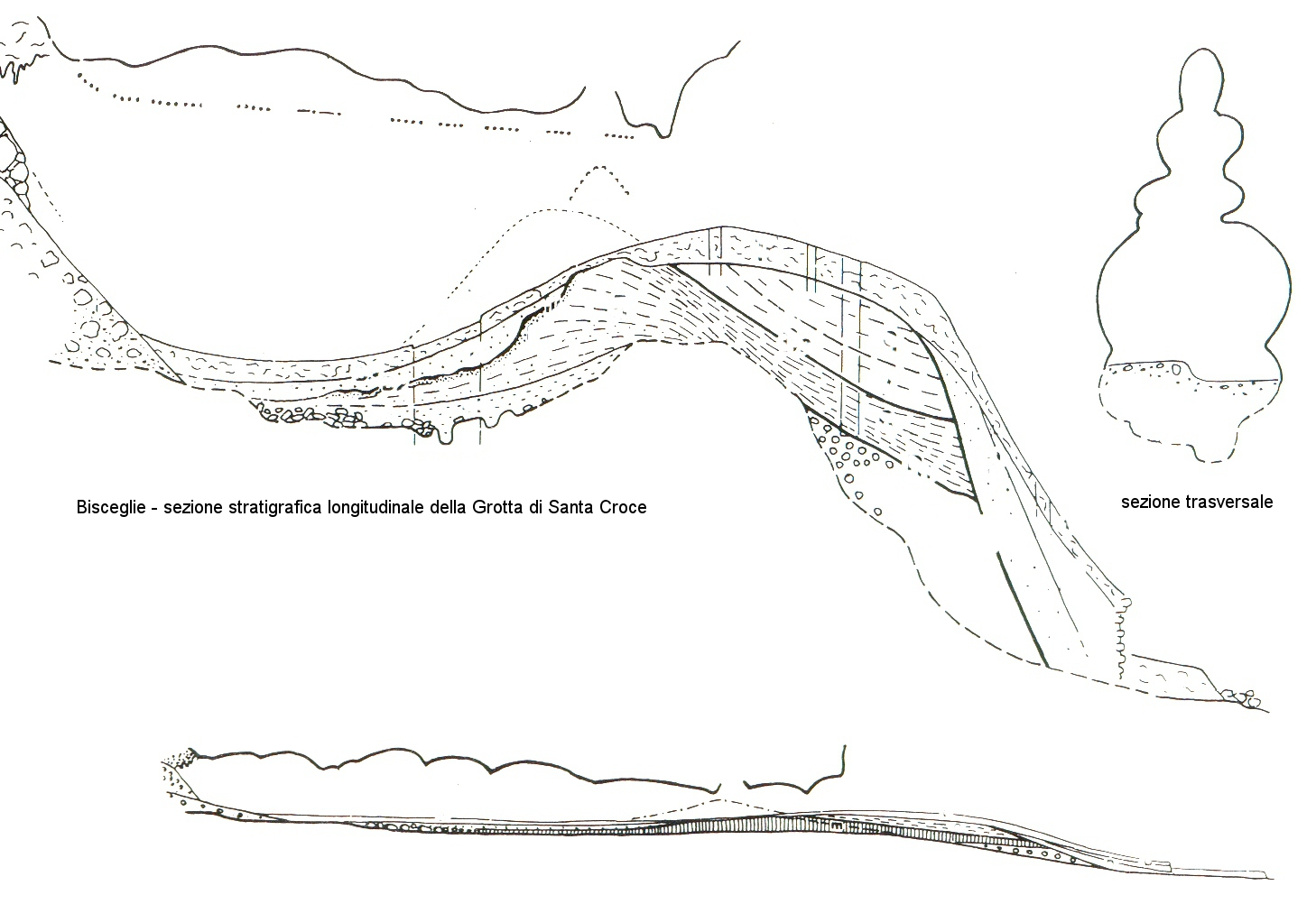
Sezione della Grotta di Santa Croce

Si tratta di un complesso di cavità di formazione carsica, formatesi durante il ciclo del carsismo antico riferibile al Pleistocene, a seguito di un deflusso idrico sotterraneo che, incidendo per lungo tempo la formazione geologica, ne determinò la particolare sezione a “buco di serratura”.
L'ingresso naturale è rappresentato da una bocca larga 12 m e alta 11 m. Si accede nella grotta, che è lunga oltre 100 m, superando un cono detritico alto circa 6 m e largo alla base circa 15 m. Superato il primo ambiente, la cavità, stretta verso l'alto, si sviluppa per circa 60 m allargandosi progressivamente fino a formare spazi con una larghezza ed una altezza compresa fra 10 e 12 m.
La volta è caratterizzata da esili panneggiamenti calcarei frangiati da piccole stalattiti.
Il deposito archeologico è ben conservato nella grotta principale e si estende anche all'esterno, su spazi terrazzati lungo la lama.
Nei pressi della grotta, seguendo la direzione di flusso del torrente della Lama di Santa Croce, dopo circa 300 metri sul fianco destro della Lama si apre, in una muraglia rocciosa ricoperta da una folta vegetazione di macchia mediterranea, la Grotta “del Finestrino”. Essa è caratterizzata da ruderi tipici di un ambiente destinato a ricovero primitivo. Per accedere nella cavità occorre inerpicarsi su grossi macigni e sporgenze naturali della roccia. Gli ambienti sono piccoli ed angusti.
A distanza di pochi metri dalla Grotta del Finestrino si apre l'ingresso della Grotta delle Due Crocette. Quest'ultima, costituita da un vestibolo di forma irregolare e da una serie di rientranze, si sviluppa per una lunghezza totale di 30 m. Nella cavità sono stati rinvenuti frammenti ceramici di impasto grossolano a decorazione impressa, un grosso frammento di mascella di equide, diversi molari di bovini ed un femore umano mutilato appartenente ad un infante di circa due anni.

## Altre immagini

Interno della Grotta durante gli scavi del 1973 ad opera del Gruppo Speleologico "Le Nottole" di Bergamo
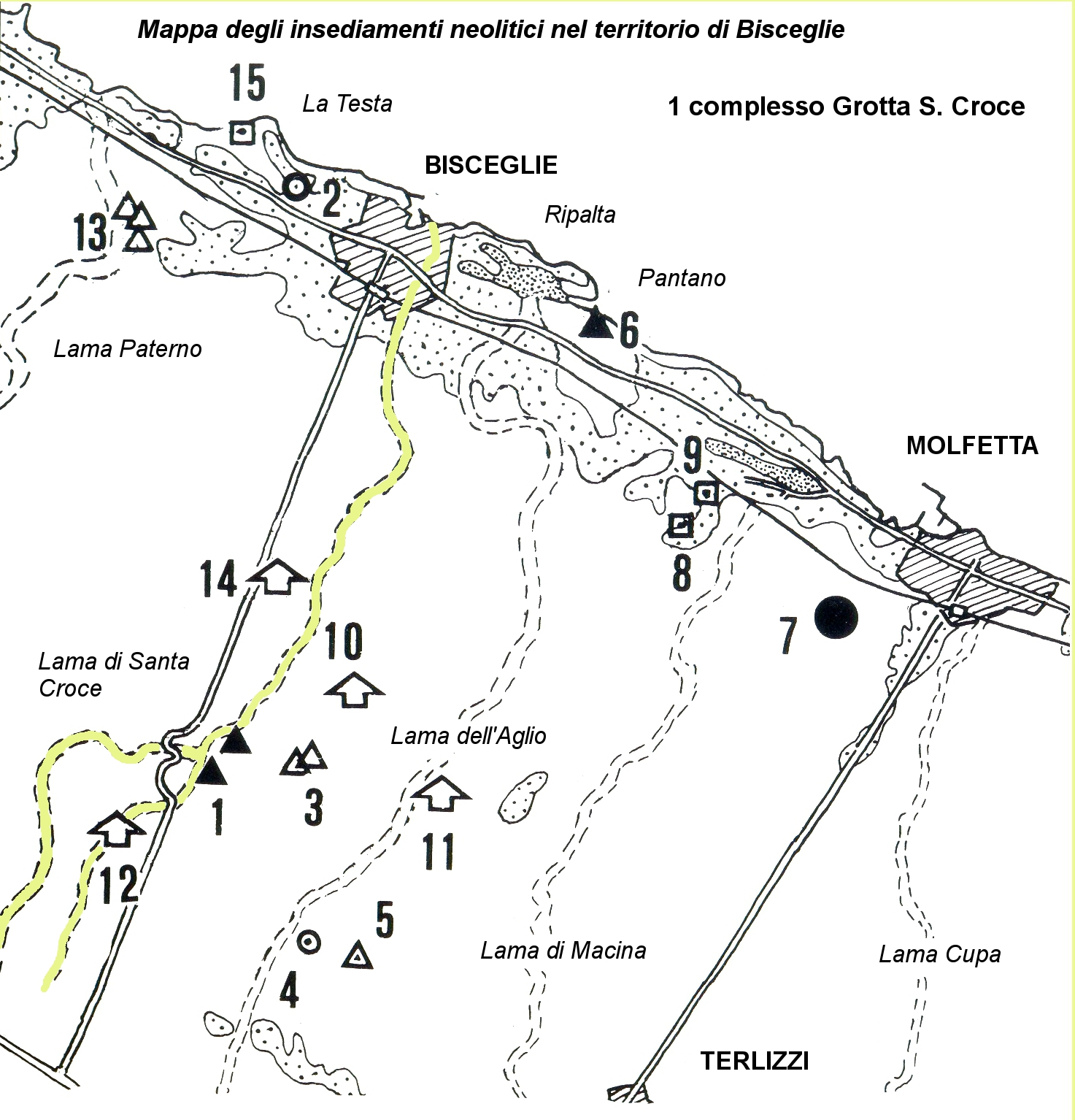
Mappa degli insediamenti neolitici nel territorio di Bisceglie
La grotta in una foto poco dopo la scoperta